# Cotas de Energia Negociáveis
As Cotas de Energia Negociáveis (do inglês: Tradable Energy Quotas (TEQs)) é uma proposta para um esquema nacional de comércio de emissões e energia que inclui o comércio pessoal de carbono como elemento central. É assunto de grande interesse do Governo do Reino Unido e foi explicitamente concebido para abordar tanto as alterações climáticas como o pico do petróleo.
O esquema era originalmente conhecido como DTQs (Domestic Tradable Quotas). Mais tarde, isso foi alterado para TEQs (Cotas de Energia Negociáveis) devido à confusão causada pela palavra "doméstico" no título original. Embora se destinasse a distinguir o regime dos regimes de comércio internacional, foi por vezes mal interpretado, implicando que o regime abrangia apenas as emissões domésticas, em vez de toda a economia nacional.

## História

### História inicial
David Fleming publicou pela primeira vez sobre o modelo TEQs em junho de 1996 (embora na época ele usasse o nome DTQs - Domestic Tradable Quotas). Em seguida, foram produzidos artigos para discussão, uma publicação num jornal científico e uma série de apresentações para organizações governamentais e ONGs. Trabalhando com Richard Starkey do Centro Tyndall para Investigação sobre Alterações Climáticas, Fleming foi finalmente convidado a prestar depoimento ao Comité Seleto de Ciência e Tecnologia da Câmara dos Lordes, e isso foi seguido por um Projeto de Lei da Regra dos Dez Minutos, apresentado ao Parlamento pelo deputado Colin Challen em 7 de julho de 2004.

### Interesse de investigação
Após a sua menção no Parlamento do Reino Unido, as TEQs passaram a ser amplamente estudadas por centros de pesquisa internacionais, incluindo o Environmental Change Institute (Universidade de Oxford), o Natural Environment Research Council, a Royal Society for the encouragement of Arts, Manufactures & Commerce e o Institute for Public Policy Research, entre outros. Vários artigos académicos foram produzidos, seguidos pelo livro de Mayer Hillman, How We Can Save The Planet.

### Interesse inicial do governo
Em 2005, David Fleming publicou a primeira edição do seu popular guia para TEQs, Energy and the Common Purpose. Naquela época, as TEQs eram amplamente discutidas em livros, no meio académico e no mundo da investigação e, em 2006, David Miliband, então Secretário de Estado do Meio Ambiente, Alimentação e Assuntos Rurais, contratou o Centro de Energia Sustentável para produzir um estudo de escopo sobre a ideia. A principal descoberta foi que "um sistema de comércio e de subsídios pessoais de carbono tem o potencial de alcançar poupanças de emissões de uma forma mais justa do que os impostos sobre o carbono e recompensaria as pessoas por levarem estilos de vida com baixas emissões de carbono". Consequentemente, foi lançado um estudo de pré-viabilidade completo do programa pelo Governo, composto por quatro relatórios (bem como um relatório de síntese), que foram publicados em Maio de 2008.

### Estudo de pré-viabilidade do Departamento de Energia e Alterações Climáticas do Reino Unido
A principal conclusão do estudo de pré-viabilidade de 2008 foi que "o comércio pessoal de carbono tem potencial para envolver os indivíduos na tomada de medidas para combater as alterações climáticas, mas está essencialmente à frente do seu tempo e os custos esperados para a implementação são elevados". Na sequência disto, o Governo anunciou que "continua interessado no conceito de comércio pessoal de carbono e, embora não vá prosseguir o seu programa de investigação nesta fase, continuará a monitorizar a riqueza da investigação centrada nesta área e poderá introduzir o comércio pessoal de carbono se o valor das poupanças de carbono e as implicações em termos de custos mudarem".
Esta descoberta foi contestada por vários grupos de investigação, incluindo o Comité Selecto de Auditoria Ambiental do Parlamento do Reino Unido, que declarou que "embora elogiemos o Governo pela sua intenção de manter o envolvimento no trabalho académico sobre o tema, instamo-lo a assumir um papel mais forte, liderando e moldando o debate e coordenando a investigação".

### Relatório do Grupo Parlamentar Pan-Partidário do Reino Unido
Em 2011, o Grupo Parlamentar Multipartidário sobre o Pico do Petróleo produziu um relatório, escrito em conjunto por David Fleming e Shaun Chamberlin, reunindo as diversas críticas e instando o Governo a avançar em direção à implementação das TEQs. Isto foi apoiado por vários deputados e recebeu uma cobertura significativa da comunicação social internacional.

### Comissão Europeia
Em 2015, Chamberlin, Victoria Hurth e Larch Maxey foram os autores de um artigo revisto por pares sobre o design, a história e a necessidade das TEQs, argumentando que a abordagem da precificação do carbono para a política climática está condenada ao fracasso e deve ser substituída pelo limite rígido de emissões das TEQs. Isto estimulou um maior debate académico e um debate da Comissão Europeia em Bruxelas em 2018, mas não conseguiu motivar uma ação significativa por parte dos legisladores.

## Visão geral de como o esquema funcionaria
1. TEQs (Cotas Negociáveis de Energia) é um sistema eletrónico de racionamento de energia projetado para ser implementado à escala nacional.
2. Há duas razões pelas quais tal esquema pode ser necessário:
Alterações climáticas: para garantir o alcance das metas nacionais de redução de carbono.
Fornecimento de energia: manter uma distribuição justa de combustível e eletricidade durante períodos de escassez.
3. TEQs (pronuncia-se “tex”) são medidos em unidades.
4. Cada adulto recebe uma quantidade igual de unidades TEQs gratuitas a cada semana. Outros utilizadores de energia (governo, indústria etc.) fazem lances pelas suas unidades numa licitação semanal ou leilão.
5. Se você usar menos unidades do que o seu direito, você pode vender o excedente. Se precisar de mais, você pode comprá-las. Todas as negociações ocorrem a um único preço nacional, que sobe e desce de acordo com a procura. Comprar e vender seria tão fácil quanto recarregar um cartão Oyster ou um telemóvel.
6. Todos os combustíveis (e eletricidade) possuem uma “classificação de carbono” em unidades; uma unidade representa um quilo de dióxido de carbono – ou o equivalente em outros gases de efeito estufa – libertado na produção e uso do combustível.
7. Quando você compra energia, como gasolina para o seu carro ou eletricidade para a sua casa, unidades correspondentes à quantidade de energia que você comprou são deduzidas da sua conta TEQs, além do seu pagamento em dinheiro. As transações de TEQs geralmente são automáticas, usando tecnologia de cartão de crédito ou (mais comummente) débito direto.
8. O número total de unidades disponíveis no país está definido no Orçamento do TEQs. O tamanho do Orçamento diminui ano após ano – passo a passo, como uma escada.
9. O orçamento é definido pelo Comité sobre Alterações Climáticas, que é independente do Governo. O próprio Governo está vinculado ao esquema TEQs; o seu papel é ajudar o país a prosperar com o carbono/energia disponíveis.
10. Uma vez que o preço nacional das TEQ é determinado pela procura nacional, é do interesse de todos ajudarem-se mutuamente a reduzir a sua procura de energia e a trabalhar em conjunto, encorajando um sentido nacional de propósito comum.

## Influência em outras políticas
As TEQs foram a inspiração por trás de outros instrumentos de políticas propostas para lidar com as alterações climáticas, como as PCAs (Permissões Pessoais de Carbono) e a proposta de Limitação e Compartilhamento da FEASTA.